# Jerry B. Jenkins
Jerry Bruce Jenkins (Kalamazoo (Michigan), 23 september 1949) is een Amerikaanse schrijver van christelijke boeken. Hij is baptist.

## De laatste bazuin
Jenkins is vooral bekend van de serie Left Behind, die in Nederland zijn verschenen onder de titel De laatste bazuin. Hij schreef deze boeken samen met Tim LaHaye. De serie die gaat over de in de Bijbel vermelde eindtijd, is gedeeltelijk verfilmd als Left Behind: The Movie (2000), Left Behind II: Tribulation Force (2002) en Left Behind: World at War (2005).
Jenkins en LaHaye hanteren een premillennialistische visie op de eindtijd, dat wil zeggen dat zij geloven dat de huidige wereld de oordelen inclusief de komst van de antichrist zoals vermeld in het Bijbelboek Openbaring van Johannes moet ondergaan, alvorens Jezus Christus terugkeert om duizend jaar te regeren, waarna God na het laatste oordeel een nieuwe hemel en een nieuwe aarde zal scheppen.
Ook gaan zij uit van de 'opname van de gemeente', waarmee wordt bedoeld dat God de op de aarde aanwezige christenen in de hemel zal opnemen voordat de 'Grote Verdrukking' (de oordelen uit het Bijbelboek Openbaring van Johannes) zal plaatsvinden. De ongelovige achterblijvers kunnen dan alsnog christen worden maar zullen de oordelen wel moeten ondergaan. In de boekenserie die zich hoofdzakelijk na 'de opname' afspeelt, staan een aantal van dergelijke, in eerste instantie ongelovige achterblijvers centraal die zich tamelijk kort na 'de opname' of pas na zich een tijd daartegen te hebben verzet, bekeren tot het christelijk geloof.

## Boeken
De laatste bazuin-serie, samen met Tim LaHaye:
1. Verlaten, 1998, ISBN 90-2426-226-7
2. Tegenstand, 1998, ISBN 90-2426-227-5
3. Nicolae, 1999, ISBN 90-2426-228-3
4. Oogst, 1999, ISBN 90-2426-229-1
5. Apollyon, 1999, ISBN 90-2426-230-5
6. Moord, 2000, ISBN 90-2426-236-4
7. Bezeten, 2000, ISBN 90-2426-237-2
8. Merkteken, 2001, ISBN 90-4352-002-0
9. Ontheiligd, 2001, ISBN 90-4352-003-9
10. Standvastig, 2002, ISBN 90-4352-004-7
11. Armageddon, 2003, ISBN 90-4352-005-5
12. Wederkomst, 2004, ISBN 90-4352-006-3
13. Koninkrijk, 2008, ISBN 978-90-435-1419-4